# 胡奎 (永樂舉人)
胡奎（14世紀—15世紀），字星燦，江西饒州府鄱陽縣人，明朝政治人物。

## 生平
胡奎是永樂十二年（1414年）甲午科江西鄉試舉人，正統四年（1439年）授蘄水知縣，縣內學宮在宣德年間遭地震毀壞，他重修並擴建殿廡，濱江有迴風磯，磯上小河連接江內通折湖諸水，水漲時在磯邊形成漩渦為害縣民，他以竹籠篝石備以實土建成堤壩，讓湖水經別道入江，稱「萬工堤」，同時在磯上立廟祭祀江神，水患因此平息，陞黃州知府，政尚寬厚，為民興利，勤於勸農，餘暇時教育諸生，文教因此興起。

## 引用
1. 1 2  同治《鄱陽縣志·卷十·人物志一》：胡奎，字星燦，永樂甲午舉人，任蘄水知縣，歷陞黃州知府凡七年，政尚寬厚，為民興利，勤於勸農，暇則訓教諸生，多興起者。 湖北名宦志
2. ↑  光緒《蘄水縣志·卷六·職官志》：胡奎，鄱陽舉人，正統四年知縣事，邑舊學宮規模粗立，宣德間被震，奎至撤而大之，壯其殿廡，立文會，稞士用，是士多興起，濱江有迴風磯，磯上一港達江內通折湖諸水，水溢與磯漩洑相觸最為民患，奎乃謀以竹籠篝石至其上，備土實港隄之，俾湖水他道入江，工以萬計，遂名曰「萬工堤」，立廟磯上祀江神，水患乃息，至今便之。